# RTL Zwee
RTL Zwee (anciennement Den 2. RTL) est une chaîne de télévision généraliste nationale luxembourgeoise destinée aux jeunes adultes.

## Histoire de la chaîne
Den 2.RTL (ou "Den 2ten RTL" ou "Den Zweeten RTL", soit en français La Seconde RTL) est la deuxième chaîne de télévision spécifiquement luxembourgeoise créée par RTL Group le 15 mars 2004, treize ans après RTL Télé Lëtzebuerg. 
La chaîne s'adresse à un public plus jeune que son aînée, avec des retransmissions en direct d’événements sportifs internationaux dont RTL a acquis les droits au Luxembourg (ligue des Champions, Euro de football notamment). 
Le lundi 23 mars 2020, en raison de l’épidémie de Covid-19 au Luxembourg, RTL Lëtzebuerg décide de changer le nom et le logo de la chaîne : ainsi, Den 2. RTL est renommée RTL Zwee (soit RTL Deux en français) et comporte dans sa grille, jusqu'à nouvel ordre, la majorité des émissions de divertissement et des séries produites par RTL ainsi que des films luxembourgeois et internationaux,.
RTL Télé Lëtzebuerg et RTL Zwee partagent depuis 2007 le même habillage, seuls les permanents diffèrent selon la chaîne. Ce même habillage a été modifié en 2011 et en 2017 (2017 étant l'année du déménagement de RTL Lëtzebuerg dans son nouveau siège dénommé "RTL City"), en même temps que ceux des journaux télévisés ("De Journal") de RTL.

## Identité visuelle

### Logos

Logo de Den 2. RTL de 2004 à 2007
Logo de Den 2. RTL de 2007 à 2020
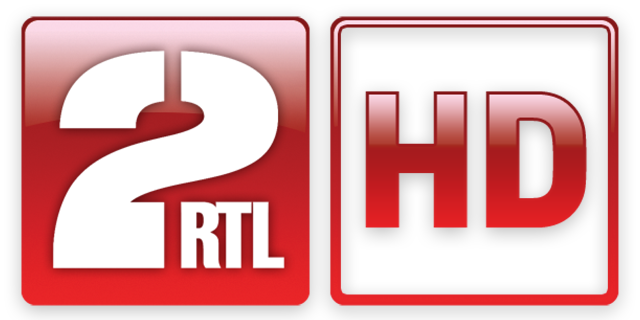
Logo de Den 2. RTL HD de 2007 à 2020
Logo de RTL Zwee (ex-"Den 2. RTL") de 2020 à 2023
Logo de de RTL Zwee depuis le 26 avril 2023

### Slogan
- 2 fois plus d'RTL

## Organisation

### Dirigeants
Président-directeur général :
- Alain Berwick (2004-2017)[5]
- Christophe Goossens (2017- )[6]

### Capital
RTL Zwee est éditée par la CLT-UFA S.A., filiale de RTL Group, qui détient 100 % du capital.

### Siège
Le siège social et la régie finale de RTL Zwee sont situés dans l'immeuble de la RTL City, dans le quartier du Kirchberg au 43, boulevard Pierre Frieden à Luxembourg.

## Programmes
RTL Zwee est  dédiée  au divertissement. Des émissions sont  diffusées  telles que "Famillenduell" (nouvelle saison et anciens épisodes),  "Pisa", "DNA", sitcoms & séries d’RTL, Films made in Luxembourg, des films pour enfants, "Tirlitvi", "Musekbox", et ainsi de suite. La plage horaire de 19:00 heures à 20:00 heures reste  réservée à l’actualité et aux informations avec "de Magazin" et "de Journal". 

### Émissions disparues
- Planet RTL : magazine destiné au jeune public avec musique et reportages diffusé tous les jours entre 18 et 19 heures.
- Planet X-plosiv : version luxembourgeoise du magazine Explosif diffusé sur RTL9 et du magazine Explosiv diffusé sur RTL Télévision.
- Planet Boulevard : version luxembourgeoise du magazine Stars Boulevard diffusé sur RTL9 et du magazine Exclusiv diffusé sur RTL Télévision.

## Diffusion
D'abord uniquement diffusée par câble, Den 2. RTL est maintenant également diffusée en numérique hertzien, initialement pour une phase de test sur le canal VHF PAL E07 de  l'émetteur de Dudelange du 4 avril au 31 août 2006, et depuis le 1er septembre 2006 sur le canal UHF PAL 27 (522 MHz) de ce même émetteur.
La chaîne est aussi diffusée par les deux câblo-opérateurs nationaux et en ADSL par la Télé des P&T.